# Arthmius gracilior
Arthmius gracilior är en skalbaggsart som beskrevs av Thomas Casey 1884. Arthmius gracilior ingår i släktet Arthmius och familjen kortvingar. Inga underarter finns listade i Catalogue of Life.